# 彩鳳游龍
《彩鳳游龍》（德語：Mädchenjahre einer Königin）是一部1954年奥地利历史浪漫喜剧电影，由恩斯特·马里施卡执导，罗密·施奈德、阿德里安·霍芬和玛格达·施奈德主演。该片是1936年埃里希·恩格爾同名电影的翻拍，后者是根据1932年蓋薩·西爾貝雷的剧本改编的。罗密·施奈德饰演的年轻皇室成员是她在《茜茜公主》及其续集中最著名的角色的引子，尽管梅里斯加卡最初打算让桑佳·齊曼饰演维多利亚。
该片在維也納的Sievering Studios和城市周圍的外景地拍攝的。影片的布景由藝術總監弗里茨·于普特纳-永斯托夫设计。

## 剧情
在首相墨尔本勋爵为她安排了一场与德国艾伯特亲王的婚姻后，年轻的维多利亚女王决定离开伦敦，到肯特郡呆一段时间。在那里，她遇到了一个年轻英俊的德国人，并坠入爱河，却不知道他就是她预定的丈夫艾伯特。

## 演员
- 罗密·施奈德 饰 维多利亚公主/女王
- 阿德里安·霍芬 饰 薩克森-科堡的艾伯特親王
- 玛格达·施奈德 饰 李琴男爵夫人（英语：Louise Lehzen）
- 卡尔·路德维希·迪尔 饰 墨爾本子爵 - 首相
- 克里斯特·瑪丹（英语：Christl Mardayn） 饰 肯特公爵夫人
- 保羅·赫爾比格（英语：Paul Hörbiger） 饰 兰德曼教授
- 鲁道夫·福格尔 饰 喬治，一個仆人
- 佛瑞德·李維爾（英语：Fred Liewehr） 饰 比利時國王利奧波德
- 阿爾弗雷德·紐格鮑爾（英语：Alfred Neugebauer） 饰 坎寧安勳爵（英语：Francis Conyngham, 2nd Marquess Conyngham）
- 奧托·特雷斯勒（英语：Otto Treßler） 饰 坎特伯雷大主教（英语：William Howley）
- 斯特凡·斯科德勒 饰 約翰·康羅伊爵士
- 彼得·韋克（英语：Peter Weck） 饰 奧蘭治的亨利王子
- 魯道夫·倫茨（英语：Rudolf Lenz） 饰 俄羅斯大公亞歷山大
- 漢斯·蒂米格（英语：Hans Thimig） 饰 切斯特院長（英语：George Davys）
- 彼得·格哈德 饰 塔廖内，舞蹈大師
- 伊莉莎白·艾普（英语：Elisabeth Epp） 饰 弗洛拉·黑斯廷斯夫人（英语：Lady Flora Hastings）
- 希爾達·瓦格納（英语：Hilde Wagener） 饰 利特爾頓夫人（英语：George Lyttelton, 4th Baron Lyttelton）
- 海倫娜·勞特伯克 饰 兰斯当夫人
- 小愛德華·史特勞斯（英语：Eduard Strauss II） 饰 作曲家
- 維克多·布勞恩